# Løbecykel
En løbecykel er en form for cykel uden pedaler, men hvor brugeren i stedet bruger benene til at skubbe sig frem. De bruges typisk af mindre børn. De minder i nogen grad om meget tidlige cykler.